# Heliococcus kirgisicus
Heliococcus kirgisicus är en insektsart som beskrevs av Bazarov 1974. Heliococcus kirgisicus ingår i släktet Heliococcus och familjen ullsköldlöss. Inga underarter finns listade i Catalogue of Life.